# VIQR
可讀越語引述法（英：VIetnamese Quoted-Readable，VIQR）是一套使用ASCII字符来书写越南语的做法。越南语包含大量不在ASCII的字母；VIQR则提供一个方法，在打完本来没有附加符号的字母後，加上1或2个符号去代表附加符号。

## VIQR的附加符號
| VIQR的附加符号             | VIQR的附加符号 | VIQR的附加符号 |
| 附加符号                   | 打出的字符     | 例子           |
| -------------------------- | -------------- | -------------- |
| （短音符，breve）          | (              | a(→            |
| （抑揚符，circumflex）     | ^              | a^ →           |
| (horn)                     | + 或 *         | o+ →           |
| 玄聲 （重音符，grave）     | `              | a` →           |
| 銳聲 （尖音符，acute）     | ' 或 /         | a' →           |
| 問聲 （鉤號，hook）        | ?              | a? →           |
| 跌聲 （波浪號，tilde）     | ~              | a~ →           |
| 重聲 （下句點，dot below） | .              | a. →           |

VIQR 以 DD 或 Dd 代表越南语字母  和以 dd 代表 。如要输入部分标点符号（句点、问号、撇號、斜号、开括号和引号），需要在该标点符号之前先加一个反斜号 (\) ，以避免被当成为附加符号字母。例子：

您叫什麼名字？我叫 Teddy Thuy。
与越南資訊交換標準代碼不同的是，VIQR不是字符集。相反，VIQR是以ASCII来打出越南语的方法。VIQR相比于越南資訊交換標準代碼等字符集的好处是，它无须安装特别的键盘或软件。但是，当統一碼在全球的电脑使用变得越益流行时，VIQR便演变成为一些软件的越南语输入法，软件接收了键盤的指令後再把它转为統一碼。

## 历史
在20世纪90年代初，一种被称为Vietnet的助记符专用系统在越南网络邮件列表和soc.culture.vietnamese组中被使用。
1992年，位于加利福尼亚州TriChlor软件集团的越南标准化组织（Viet-Std，Nhóm Nghiên Cứu Tiêu Chuẩn Tiếng Việt）正式确定了VIQR公约。它在RFC 1456中明文描述了它。

## 参看
- 越南資訊交換標準代碼
- VNI